# I. e. 220
Évszázadok: i. e. 4. század – i. e. 3. század – i. e. 2. század
Évtizedek: i. e. 270-es évek – i. e. 260-as évek – i. e. 250-es évek – i. e. 240-es évek – i. e. 230-as évek – i. e. 220-as évek – i. e. 210-es évek – i. e. 200-as évek – i. e. 190-es évek – i. e. 180-as évek – i. e. 170-es évek
Évek: i. e. 225 – i. e. 224 – i. e. 223 – i. e. 222 –  i. e. 221 – i. e. 220 – i. e. 219 – i. e. 218 – i. e. 217 – i. e. 216 – i. e. 215

## Események

### Hellenisztikus birodalmak
- A makedónok által dominált Hellén Szövetség egész Görögországot uralja, az Aitóliai Szövetség kivételével. Aitólia megtámadja Messzéniát, hogy megakadályozza annak a Hellén Szövetséghez való csatlakozását, de a támadás kiváltja Messzénia segítségkérését. Kitör a szövetséges-háború, ahol Aitólia, Spárta és Élisz áll szemben a Hellén Szövetséggel.
- III. Antiokhosz szeleukida király félbehagyja az egyiptomi háború előkészületeit és személyesen indul a lázadó Molón ellen, aki már Médiát és Mezopotámiát is uralja. Antiokhosz a Tigris folyónál legyőzi a felkelőket, majd Médiában elfoglalja Atropaténé városát.
- Antiokhosz főminisztere, Hermeiasz megvádolja az anatóliai régió hadvezérét, Akhaioszt, hogy lázadásra készül. Akhaiosz nem lát más kiutat a hamis vádak alól, mint hogy tényleg fellázad és uralma alá vonja Anatóliát.
- Megszületik Antiokhosz első fia és Hermeiasz arra készül, hogy megmérgezze a királyt, hogy a csecsemő nevében régensként uralkodhasson. Terve Antiokhosz fülébe jut, aki meggyilkoltatja Hermeiaszt.
- Az egyiptomi IV. Ptolemaiosz feleségül veszi nővárát, Arszinoét.
- Pharoszi Démétriosz és Szkerdilaidasz illír hadvezér nagy flottát gyűjtenek és - megszegve az első római-illír háború megállapodását - fosztogatni kezdik a római protektorátus alatti illír városokat, majd kihasználva a görögországi háborút, a görög partvidéket és szigeteket is.

### Róma
- Marcus Valerius Laevinust és Quintus Mucius Scaevolát választják consulnak. A választást szabálytalanság miatt meg kell ismételni, az új consulok Quintus Lutatius Catulus és Lucius Veturius Philo.
- Caius Flaminius censor megépítteti a Via Flaminiát, amely Rómát és Ariminumot köti össze.

### Kína
- Az új császár, Csin Si Huang-ti elkezdi egy új útrendszer kiépítését, egyesíti az északi barbárok elleni védőfalakat (a Nagy Fal elődjét) és egységesíti az írásrendszert.

## Születések
- II. Attalosz, pergamoni király
- Marcus Pacuvius, római költő

## Halálozások
- Szamoszi Konón, görög csillagász
- Molón, méd kormányzó, lázadó
- Hermeiasz, szeleukida főminiszter

## Fordítás
- Ez a szócikk részben vagy egészben  a(z)   220 BC című angol Wikipédia-szócikk ezen változatának fordításán alapul.  Az eredeti cikk szerkesztőit annak laptörténete sorolja fel. Ez a jelzés csupán a megfogalmazás eredetét és a szerzői jogokat jelzi, nem szolgál a cikkben szereplő információk forrásmegjelöléseként.